# Dotacja celowa
Dotacje celowe są to środki przeznaczone na finansowanie lub dofinansowanie:
- zadań z zakresu administracji rządowej oraz innych zadań zleconych jednostkom samorządu terytorialnego ustawami,
- ustawowo określonych zadań, w tym zadań z zakresu mecenatu państwa nad kulturą, realizowanych przez jednostki inne niż jednostki samorządu terytorialnego,
- bieżących zadań własnych jednostek samorządu terytorialnego,
- zadań agencji wykonawczych,
- zadań zleconych do realizacji organizacjom pozarządowym,
- kosztów realizacji inwestycji.

Dopłaty do oprocentowania kredytów bankowych w zakresie określonym w odrębnych ustawach.
Dotacjami celowymi są także środki przeznaczone na:
- realizację pewnych programów finansowanych, wydatkowane przez podmioty realizujące te programy, inne niż państwowe jednostki budżetowe;
- realizację projektów pomocy technicznej finansowanych z udziałem środków europejskich i innych środków,
- finansowanie lub dofinansowanie zadań realizowanych przez jednostki samorządu terytorialnego oraz inne podmioty, ze środków przekazywanych przez jednostki,
- współfinansowanie realizacji programów finansowanych z udziałem środków europejskich.